# فرانك بوكانان
فرانك بوكانان (بالإنجليزية: Frank Buchanan)‏ هو سياسي أمريكي، ولد في 14 يونيو 1862 في الولايات المتحدة، وتوفي في 18 أبريل 1930 في نفس البلد. حزبياً، نشط في الحزب الديمقراطي. وقد انتخب عضو مجلس النواب الأمريكي.